# Futbol'nyj Klub Rostov 2018-2019
Questa voce raccoglie le informazioni riguardanti il Rostov nelle competizioni ufficiali della stagione 2018-2019.

## Stagione
La squadra finì nona in campionato, mentre il cammino in Coppa di Russia si fermò alle semifinali.

## Rosa
| N. |                        | Ruolo | Calciatore                 |
| -- | ---------------------- | ----- | -------------------------- |
| 2  | Bielorussia (bandiera) | C     | Cimafej Kalačoŭ            |
| 3  | Polonia (bandiera)     | D     | Maciej Wilusz              |
| 4  | Russia (bandiera)      | D     | Sergej Paršivljuk          |
| 5  | Svezia (bandiera)      | D     | Dennis Hadžikadunić        |
| 6  | Islanda (bandiera)     | D     | Ragnar Sigurðsson          |
| 7  | Russia (bandiera)      | C     | Artur Rimovič Jusupov      |
| 7  | Finlandia (bandiera)   | C     | Roman Erëmenko             |
| 8  | Russia (bandiera)      | C     | Ajaz Guliev                |
| 8  | Bulgaria (bandiera)    | C     | Ivelin Popov               |
| 9  | Islanda (bandiera)     | A     | Björn Bergmann Sigurðarson |
| 10 | Russia (bandiera)      | C     | Aleksandr Zuev             |
| 11 | Russia (bandiera)      | C     | Aleksej Ionov              |
| 14 | Uzbekistan (bandiera)  | A     | Eldor Shomurodov           |

| N. |                       | Ruolo | Calciatore                  |
| -- | --------------------- | ----- | --------------------------- |
| 15 | Islanda (bandiera)    | D     | Sverrir Ingi Ingason        |
| 17 | Svezia (bandiera)     | C     | Anton Salétros              |
| 18 | Russia (bandiera)     | C     | Aleksandr Trošečkin         |
| 19 | Kazakistan (bandiera) | C     | Baqtııaar Zaınýtdınov       |
| 20 | Slovenia (bandiera)   | C     | Žan Majer                   |
| 21 | Slovenia (bandiera)   | D     | Matija Boben                |
| 23 | Islanda (bandiera)    | A     | Viðar Örn Kjartansson       |
| 25 | Russia (bandiera)     | D     | Arsenij Logašov             |
| 30 | Russia (bandiera)     | P     | Sergej Pes'jakov            |
| 31 | Russia (bandiera)     | P     | Il'ja Abaev                 |
| 77 | Russia (bandiera)     | C     | Dmitrij Skopincev           |
| 84 | Moldavia (bandiera)   | C     | Alexandru Gațcan (capitano) |
| 92 | Russia (bandiera)     | D     | Artëm Ščadin                |

## Risultati

### Campionato
| Rostov sul Don 28 luglio 2018 1ª giornata | Rostov | 1 – 0 referto | Achmat Groznyj | Rostov Arena |

| Mosca 5 agosto 2018 2ª giornata | CSKA Mosca | 0 – 1 referto | Rostov | Arena CSKA |

| Rostov sul Don 11 agosto 2018 3ª giornata | Rostov | 0 – 1 referto | Kryl'ja Sovetov Samara | Rostov Arena |

| Rostov sul Don 19 agosto 2018 4ª giornata | Rostov | 4 – 0 referto | Enisej | Rostov Arena |

| Tula 24 agosto 2018 5ª giornata | Arsenal Tula | 0 – 1 referto | Rostov | Stadio Arsenal |

| Rostov sul Don 31 agosto 2018 6ª giornata | Rostov | 1 – 1 referto | Rubin | Rostov Arena |

| Ekaterinburg 17 settembre 2018 7ª giornata | Ural | 1 – 1 referto | Rostov | Stadio Centrale |

| Rostov sul Don 22 settembre 2018 8ª giornata | Rostov | 0 – 0 referto | Ufa | Rostov Arena |

| Mosca 30 settembre 2018 9ª giornata | Spartak Mosca | 0 – 1 referto | Rostov | Otkrytie Arena |

| Rostov sul Don 6 ottobre 2018 10ª giornata | Rostov | 0 – 1 referto | Orenburg | Rostov Arena |

| Mosca 19 ottobre 2018 11ª giornata | Lokomotiv Mosca | 2 – 1 referto | Rostov | RŽD Arena |

| Rostov sul Don 27 ottobre 2018 12ª giornata | Rostov | 1 – 0 referto | Anži | Rostov Arena |

| Krasnodar 4 novembre 2018 13ª giornata | Krasnodar | 2 – 2 referto | Rostov | Stadio FK Krasnodar |

| Rostov sul Don 10 novembre 2018 14ª giornata | Rostov | 0 – 0 referto | Dinamo Mosca | Rostov Arena |

| San Pietroburgo 25 novembre 2018 15ª giornata | Zenit San Pietroburgo | 2 – 0 referto | Rostov | Stadio San Pietroburgo |

| Rostov sul Don 2 dicembre 2018 16ª giornata | Rostov | 0 – 0 referto | CSKA Mosca | Rostov Arena |

| Samara 8 dicembre 2018 17ª giornata | Kryl'ja Sovetov Samara | 1 – 0 referto | Rostov | Samara Arena |

| Soči 3 marzo 2019 18ª giornata | Enisej | 1 – 1 referto | Rostov | Stadio olimpico Fišt |

| Rostov sul Don 10 marzo 2019 19ª giornata | Rostov | 0 – 0 referto | Arsenal Tula | Rostov Arena |

| Kazan' 16 marzo 2019 20ª giornata | Rubin | 0 – 2 referto | Rostov | Kazan Arena |

| Rostov sul Don 30 marzo 2019 21ª giornata | Rostov | 2 – 1 referto | Ural | Rostov Arena |

| Ufa 7 aprile 2019 22ª giornata | Ufa | 1 – 0 referto | Rostov | Stadio Neftjanik |

| Rostov sul Don 14 aprile 2019 23ª giornata | Rostov | 2 – 1 referto | Spartak Mosca | Rostov Arena |

| Orenburg 20 aprile 2019 24ª giornata | Orenburg | 3 – 0 referto | Rostov | Stadio Gazovik |

| Rostov sul Don 24 aprile 2019 25ª giornata | Rostov | 1 – 2 referto | Lokomotiv Mosca | Rostov Arena |

| Kaspijsk 27 aprile 2019 26ª giornata | Anži | 1 – 1 referto | Rostov | Anži-Arena |

| Rostov sul Don 5 maggio 2019 27ª giornata | Rostov | 1 – 1 referto | Krasnodar | Rostov Arena |

| Chimki 10 maggio 2019 28ª giornata | Dinamo Mosca | 0 – 0 referto | Rostov | Arena Chimki |

| Rostov sul Don 19 maggio 2019 29ª giornata | Rostov | 1 – 0 referto | Zenit San Pietroburgo | Rostov Arena |

| Groznyj 26 maggio 2019 30ª giornata | Achmat Groznyj | 1 – 0 referto | Rostov | Stadion imeni Achmat-Chadži Kadyrova |

### Coppa di Russia
| Syzran' 26 settembre 2018 Sedicesimi di finale | Syzran'-2003 | 0 – 4 referto | Rostov | Stadio Kristall |

| Rostov sul Don 1º novembre 2018 Ottavi di finale | Rostov | 3 – 1 referto | Zenit San Pietroburgo | Rostov Arena |

| Krasnodar 5 dicembre 2018 Quarti di finale - andata | Krasnodar | 2 – 2 referto | Rostov | Stadio FK Krasnodar |

| Rostov sul Don 24 febbraio 2019 Quarti di finale - ritorno | Rostov | 1 – 0 referto | Krasnodar | Rostov Arena |

| Mosca 3 aprile 2019 Semifinale - andata | Lokomotiv Mosca | 2 – 2 referto | Rostov | RŽD Arena |

| Rostov sul Don 15 maggio 2019 Semifinale - ritorno | Rostov | 0 – 2 referto | Lokomotiv Mosca | Rostov Arena |